# Driutiuscollege

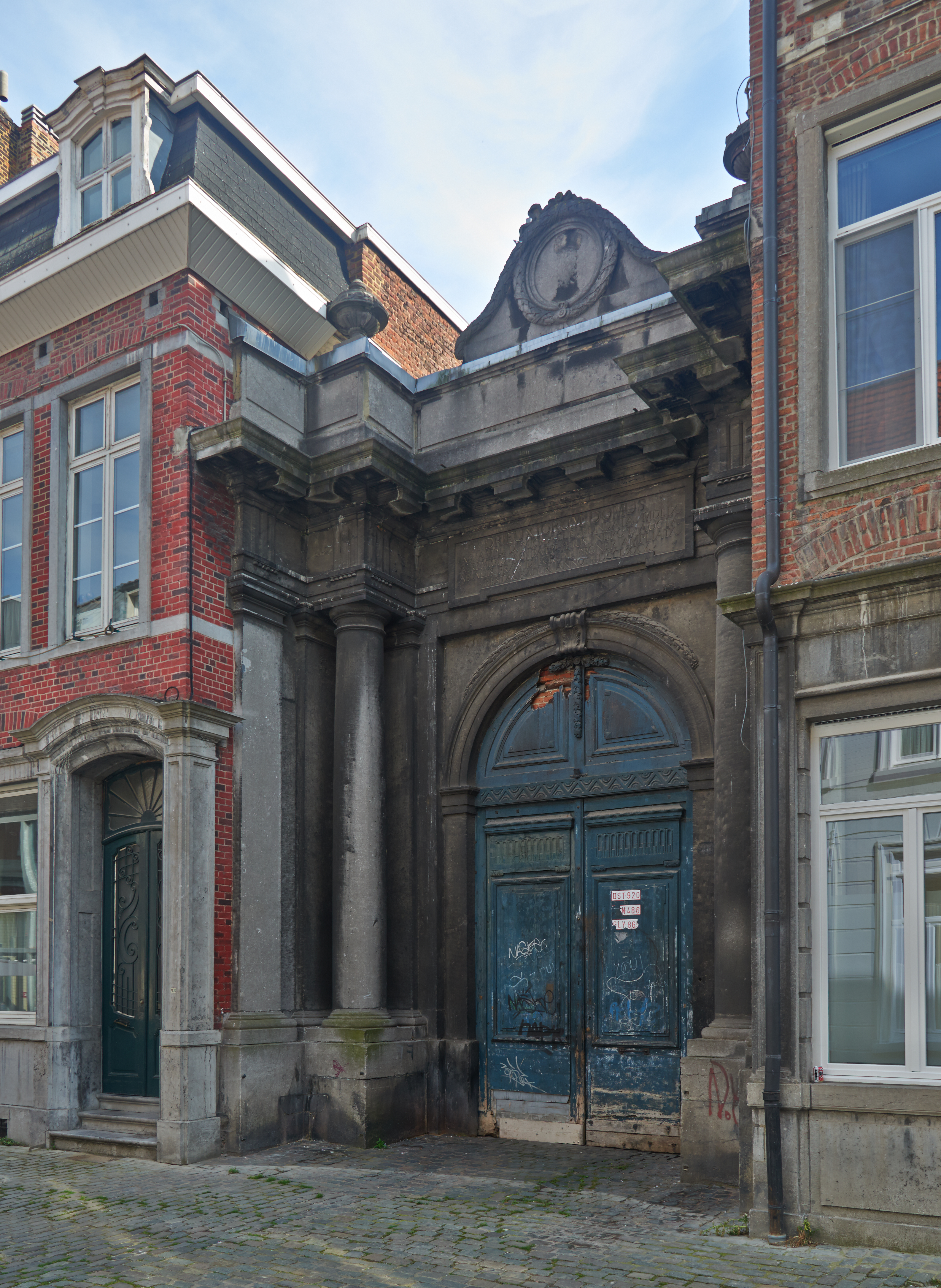
Ruïne van het Driutiuscollege: de toegangspoort in de Schrijnmakersstraat. Vandaag leidt deze poort naar niets.

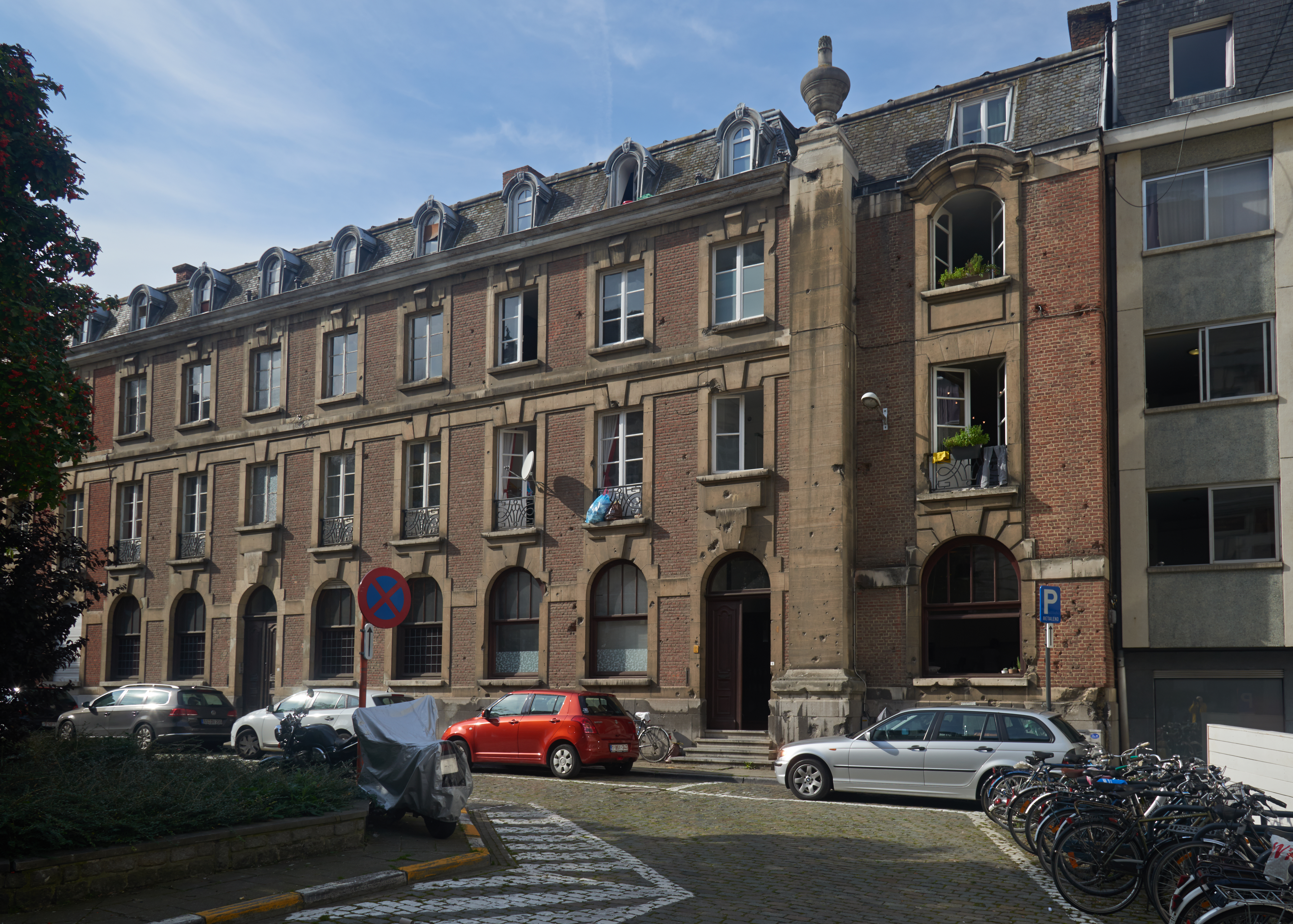
Het Smoldersplein was de vroegere collegetuin.

Het Driutiuscollege of Drieuxcollege (1559-1805) is een voormalig college van de Universiteit Leuven. Het was bestemd voor studenten uit de kasselrij van Kassel in het graafschap Vlaanderen. Het enige wat vandaag rest, is de toegangspoort in de Schrijnmakersstraat.

## Rectorswoning
Rector Michel Drieux (Latijn: Driutius) vormde bij testament zijn woning, nabij de Sint-Pieterskerk, om tot een college voor studenten. Zijn woning stond in de toenmalige Spieringstraat (nu: overgang Margarethaplein-Justitiepaleis) en had een grote tuin (nu: Smoldersplein). Naast de rectorswoning stond toen de woning van de koorknapen van de Sint-Pieterskerk, de zogenaamde Koralenhoek. De bibliotheek van professor Drieux gold als de grootste privécollectie van boeken uit die tijd in Leuven. Notaris Jean Dufkens uit Leuven voerde het testament uit.

## College voor Kassel
De studenten die toegelaten werden tot het Driutiuscollege waren in dalende orde van prioriteit:
1° familieleden Drieux
2° jongens afkomstig uit de dorpen Volkerinkhove, Bollezele, Merkegem, Broksele en Lederzele; deze dorpen liggen vandaag in het Noorderdepartement
3° jongens van over het gehele burggraafschap Kassel
4° zij die in de stad Leuven geboren zijn.
Om toegelaten te zijn moesten de jongens bovendien geslaagd zijn in de artes ante medium, dit wil zeggen boven het gemiddelde of bij de beste helft van de klas. Dit gold niet voor de familieleden Drieux (eerste prioriteit). De neef van Michel Drieux, Remi Drieux, werd de eerste bestuurder van het Driutiuscollege en na hem volgden drie neven van Remi Drieux, alle geestelijken: Jacques Drieux, Baudouin Drieux en een naamgenoot Remi Drieux. Baudouin Drieux was kanunnik van de Sint-Jacobskerk in Leuven. Aan het college hing dan ook in de 17e eeuw een bord Drieuxiorum Domus, wat betekent, het huis van de Drieux. De studenten studeerden filosofie, theologie of de beide rechten.  
In de 18e eeuw sloopte een nazaat van de familie Drieux, Jacques-François van Elslande, de woning. Hij bouwde in 1775 een nieuw college met zuilengalerij en een monumentale ingangspoort in de Schrijnmakersstraat, wat tot dan de achtertuin was. Tijdgenoten beschreven de nieuwbouw van drie verdiepen hoog rondom de binnentuin als elegant en monumentaal.

## Stedelijk bezit
Tijdens het Frans bestuur werd de Leuvense universiteit afgeschaft (1797). Het Driutiuscollege kwam in 1805 in handen van de stad Leuven. De inboedel werd publiek verkocht en de boeken verdwenen in privécollecties van Franse ambtenaren of bij de nieuw opgerichte publieke scholen. Het is niet duidelijk wat publieke scholen konden doen met religieuze boeken uit het Driutiuscollege. De stad Leuven bracht er aanvankelijk het vredegerecht en de Handelskamer onder. In de loop van de 19e eeuw huisvestte zij er een leesclub, de muziekschool, de kunstacademie en een handelsschool. De gebouwen waren groot genoeg om al deze organisaties onder te brengen. 
Door de verwoestingen in de stad tijdens de Eerste Wereldoorlog werd het Driutiuscollege met de grond gelijk gemaakt. De stedelijke kunstacademie verhuisde naar de Vanderkelenstraat; enkele zuilen van het college verhuisden mee. Het enige wat rest van het college is de monumentale toegangspoort in de Schrijnmakersstraat. De ruïne maakte plaats voor het breed aangelegde Smoldersplein en aanliggend Margarethaplein in het centrum van Leuven.